# قدمگاه خضر نبی
قدم‌گاه خضر نبی در هفت کیلومتری شرق آبادان در ساحل رودخانه بهمنشیر و اروندکنار روبروی روستای طرة الحضر (گذرگاه خضر) قرار دارد در سال ۹۲۰ (ه. ق) و به‌عبارتی ۵۰۰ سال پیش بنا گردیده و به قدم‌گاه حضرت خضر نبی (مقام خضر) معروف است.
ویرایش : درسفرنامه ابن بطوطه که درسال ۷۲۵ هجری قمری به سمت ایران امده و از ابادان گذشته نوشته در کنارساحل دریا زیارتگاهی است که به قدمگاه خضر نبی معروف است،پس قدمت این قدمگاه باید بیش از ۵۰۰سال باشد